# اندیس غرب ایستگاه مخابرات میدوک
غرب ایستگاه مخابرات میدوک یک اندیس فلزی است که در حوالی شهر شهر بابک استان کرمان قرار دارد و مادهٔ معدنی موجود در آن، مس است.سنگ میزبان این اندیس آندزیت پورفیری است و دیرینگی آن به دوران ائوسن می‌رسد. در این اندیس، پاراژنز‌های کالکوسیت یافت می‌شوند.